# Vasily Smyslov
Vasily Vasilyevich Smyslov (tiếng Nga: Васи́лий Васи́льевич Смысло́в; 24 tháng 3 năm 1921 – 27 tháng 3 năm 2010) là một Đại kiện tướng cờ vua người Liên Xô và người Nga. Ông là vô địch cờ vua thế giới từ năm 1957 tới năm 1958. Ông là ứng cử viên cho giải cờ vô địch thế giới 8 lần vào các năm 1948, 1950, 1953, 1956, 1959, 1965, 1983, và  1985. Smyslov hai lần đồng vô địch giải cờ vua toàn Liên Xô (1949, 1955), và đã lập kỷ lục giành 17 huy chương tại các Olympiad Cờ vua. Trong 5 giải cờ vua đồng đội toàn châu Âu, Smyslov giành 10 huy chương vàng.
Smyslov vẫn hoạt động và thành công trong thi đấu cờ vua đến tận những năm 1960 và 1970, lọt vào vòng chung kết các ứng cử viên vô địch thế giới đến tận cuối năm 1983. Mặc dù thị lực giảm sút, ông vẫn còn thường xuyên tham gia lập cờ thế cho cờ vua và cờ tàn cho đến khi mất vào năm 2010.

## Sách của Smyslov
- Vasily Smyslov (2003) Smyslov's Best Games, Volume 1: 1935–1957 (Moravian Chess Publishing House)
- Vasily Smyslov (2003) Smyslov's Best Games, Volume 2: 1958–1995 (Moravian Chess Publishing House)
- Vasily Smyslov (1997) Endgame Virtuoso (Cadogan)
- Vasily Smyslov (1995) Smyslov's 125 Selected Games (modern edition published by Everyman Chess)
- Grigory Levenfish and Vasily Smyslov (1971) Rook Endings (Batsford Edition)